# Selaginella porphyrospora
Selaginella porphyrospora là một loài dương xỉ trong họ Selaginellaceae. Loài này được A. Braun mô tả khoa học đầu tiên năm 1865.